# 하마타케촌
하마타케촌(浜武村)은 일본 후쿠오카현 미즈마군에 설치되었던 촌이다. 현재의 야나가와시의 일부에 해당한다.